# 贝布尔河畔圣普尔桑
貝布爾河畔圣普尔桑（法語：Saint-Pourçain-sur-Besbre，法語發音：[sɛ̃ puʁsɛ̃ syʁ bɛbʁ]）是法国阿列省的一个市镇，属于穆兰区。

## 地理
贝布尔河畔圣普尔桑（46°28'32"N, 3°38'11"E）面积32.99 平方千米，位于法国奥弗涅-罗讷-阿尔卑斯大区阿列省，该省份为法国中部省份，北起涅夫勒省、西北接谢尔省，西南至克勒兹省，南至多姆山省，东南临卢瓦尔省，东临索恩-卢瓦尔省。
与贝布尔河畔圣普尔桑接壤的市镇（或旧市镇、城区）包括：迪乌、贝布尔河畔栋皮埃尔、鲁东河畔萨利尼、阿科兰河畔蒂耶勒、沃马。

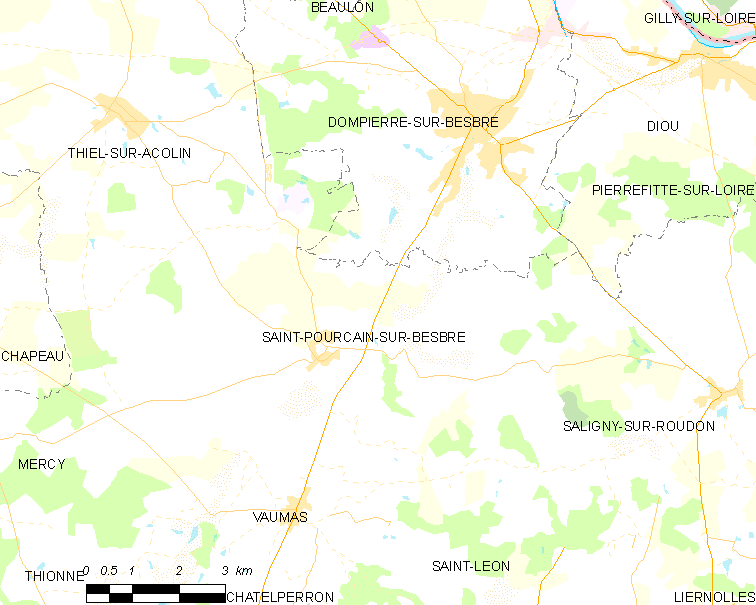
贝布尔河畔圣普尔桑的OSM定位图

贝布尔河畔圣普尔桑的时区为UTC+01:00、UTC+02:00（夏令时）。

## 行政
贝布尔河畔圣普尔桑的邮政编码为03290，INSEE市镇编码为03253。

## 政治
贝布尔河畔圣普尔桑所属的省级选区为贝布尔河畔栋皮埃尔县。

## 人口

1962-2008年间贝布尔河畔圣普尔桑人口变化图示

贝布尔河畔圣普尔桑于2022年1月1日时的人口数量为368人。